# PdfTeX
pdfTeX là một gói mở rộng của chương trình sắp chữ TeX của Donald Knuth, và ban đầu được viết và phát triển thành một sản phẩm mà mọi người có thể sử dụng được bởi Hàn Thế Thành, là một phần của bản luận án Tiến sĩ của ông tại Khoa Công nghệ thông tin, Đại học Masaryk, Brno.  Ý tưởng tạo ra gói mở rộng này cho TeX đã được diễn đạt trong suốt đầu thập niên 1990, khi Jiri Zlatuska và Phil Taylor bàn về một số ý tưởng phát triển với Donald Knuth tại Đại học Stanford.  Knuth sau đó đã gặp Hàn Thế Thành tại Brno trong lần đến thăm Khoa Công nghệ thông tin để nhận bằng tiến sĩ danh sự tại Đại học Masaryk.
Hai đặc điểm nổi bật của pdfTeX đó là lồi (protruding, tổng quát hóa khái niệm treo dấu chấm câu) và mở rộng font chữ (một cách hiện thực ý tưởng của Hermann Zapf để phát triển tính mờ của trang sắp chữ). Cả hai đều mở rộng quy trình phá vỡ đoạn văn gốc. Chúng được bàn đến trong Luận án tiến sĩ của Thành.
pdfTeX được kèm trong đa số các bản phân phối LaTeX và ConTeXt hiện đại (bao gồm TeX Live, MacTeX, và MiKTeX) và được dùng như bộ máy TeX mặc định.  Sự khác nhau cơ bản giữa TeX và pdfTeX đó là trong khi TeX xuất ra tập tin DVI, pdfTeX có thể trực tiếp xuất ra tập tin PDF. Điều này cho phép sự tích hợp chặt chẽ các tính năng PDF như liên kết siêu văn bản và bảng mục lục, sử dụng những gói như hyperref. Mặt khác, các gói (như PSTricks) sử dụng quá trình chuyển đổi cũ từ DVI sang PostScript có thể không thành công, mặc dù những bản thay thế như pdftricks đã được viết.  Có lẽ đáng chú ý nhất là việc nhúng trực tiếp những hình ảnh đồ họa PostScript không còn phụ thuộc hàm, và trước đây một người phải sử dụng chương trình như eps2pdf để chuyển đổi tập tin EPS sang PDF, thì nay có thể chèn trực tiếp bằng pdfTeX.
Hoàn toàn có thể xuất được DVI bằng pdfTeX.  Cách xuất DVI hoàn toàn tương tự như TeX, trừ khi tính năng kiểu in siêu nhỏ tăng cường được kích hoạt. Hơn nữa, vì LaTeX, ConTeXt và những thứ khác là những gói macro của TeX, chúng hoạt động tốt như nhau cùng với pdfTeX. Do đó, ví dụ như pdflatex, gọi chương trình pdfTeX bằng cách dùng các macro LaTeX chuẩn để sắp chữ cho văn bản LaTeX, và nó là bộ máy trích xuất chuẩn của tài liệu ConTeXt.

## Tính năng
pdfTeX có một số tính năng không có ở TeX chuẩn:
- Nhúng TrueType và Font kiểu 1 gốc
- Bản mở rộng kiểu in siêu nhỏ (micro-typographic) như điều chỉnh khoảng cách đến bìa và mở rộng font
- Truy xuất trực tiếp đến các tính năng cụ thẻ của PDF như siêu liên kết, bảng mục lục và thông tin văn bản